# 大府市立大府西中学校
大府市立大府西中学校（おおぶしりつおおぶにしちゅうがっこう）は、愛知県大府市の市立中学校。

## 学校データ
- 創立 - 1971年4月
- 所在地 - 〒474-0052 愛知県大府市長草町車池11
- 生徒数 - 566（令和5年度）
- クラス数 - 17（特3）（令和5年度）
- 職員数 -38（令和5年度）
- 学区小学校 - 大府市立石ヶ瀬小学校の一部と大府市立共長小学校の一部

## 沿革
- 1971年（昭和46年）4月1日 - 開校。
- 1972年（昭和47年）4月1日 - 校旗を制定。
- 1973年（昭和48年）3月20日 - 校訓を制定。
- 1974年（昭和49年） - 特別支援学級を設置。
- 1985年（昭和60年）6月1日 - 応援歌を制定。
- 2007年（平成19年）4月1日 - 特別支援学級を新設。

## 母凛党
大府西中学校の生徒の母親らで構成するボランティアグループとして、「母凛党」（かりんとう）が活動を行っている。母凛党は「母親だからできる活動」として、教室のカーテン作りや給食用白衣の修繕などの活動を行っており、2020年（令和2年）には全校生徒・教職員に向けて布製マスク726枚を作成し、同年4月21日に学校に寄付している。